# Eurytoma banksi
Eurytoma banksi är en stekelart som beskrevs av William Harris Ashmead 1905. Eurytoma banksi ingår i släktet Eurytoma och familjen kragglanssteklar.
Artens utbredningsområde är Filippinerna. Inga underarter finns listade i Catalogue of Life.